# Model-Kartei.de
Model-Kartei.de ist eine Website für Amateure und Profis der Personenfotografie.

## Geschichte
Ihren Ursprung nahm die Model-Kartei im Mai 2000 mit einer ersten Website, die mit der Website-Erstellungssoftware NetObjects Fusion erstellt wurde. Änderungen an Sedcards waren lediglich per E-Mail-Kontakt zum Betreiber der Seite möglich, neue Bilder mussten ebenfalls per E-Mail versendet werden. Es gab keinerlei dynamische Inhalte.
Seit den 2010er Jahren wird ein System verwendet, das in PHP/MySQL geschrieben ist und auf Ubuntu-Servern läuft. Die Benutzerverwaltung ermöglicht den Usern das selbständige Anlegen von Sedcards und eine Überwachung durch mehrere Gruppen von Moderatoren. Zu den beliebtesten Funktionen gehören die Galerien, die Organisation von Shootings und das Forum. 2019 wurde die 5. Version der Model-Kartei gestartet.

## Zahlen & Daten
Laut Alexa Internet belegte model-kartei.de 2014 einen weltweiten Traffic-Rank von 11.000 und 2021 Rang 108.181. Der deutschen Alexa-Traffic-Rank lag 2014 bei 544, Ende 2016 bei 1154 und im Januar 2018 bei 1288.
Die Software AWStats lieferte für Juli 2011 2,8 Mio. Besucher und 120 Mio. Seitenabrufe.
2018 waren 350.000 Personen registriert; davon 100.000 mit mindestens einer aktiven Sedcard. Davon 58.000 Models (49.000 weibliche und 8.800 männliche), 32.000 Fotografen, 2.100 Visagisten und 700 Fotostudios.
2011 gab es rund 3 Mio. und 2018 rund 4,5 Mio. Bilder mit einem Speichervolumen von knapp 1000 Gigabyte in den Galerien.

## Funktionen
Zu den wichtigsten Funktionen der Model-Kartei gehört die Erstellung von Sedcards mit der Möglichkeit, für die Modelbranche relevante Angaben über sich zu machen. Model-Sedcards enthalten u. a. Angaben zu Körpermaßen, Aussehen, Gewicht, Alter, Wohnort und gewünschten Aufnahmebereichen (Porträt, Fashion, Bademode, Dessous, Teilakt, Akt, Fetisch). Des Weiteren dienen die Sedcards zur Präsentation von Referenzbildern.
Je nach Nutzerstatus (siehe VIP Programm weiter unten) ist es darüber hinaus möglich, Videos, Galerien und mehr auf der Sedcard unterzubringen.
Für die Nutzung der Model-Kartei ist die Registrierung eines Benutzernamens unter Angabe der eigenen E-Mail-Adresse sowie einiger persönlicher Daten notwendig. Sedcards müssen durch das Moderatoren-Team freigeschaltet werden und dazu die für den jeweiligen Sedcard-Typ (Model, Fotograf, Studio, Visagist, Produzent, Werbeagenturen, Bildbearbeiter, Modelagenturen, Illustratoren, Medienunternehmen, Bodypainter, Hairstylisten, Stylisten) gestellten Mindestbedingungen erfüllen.
Zusätzlich verwendet die Model-Kartei ein System zur Verifizierung der Echtheit der Nutzer. Dies kann durch Einsenden einer Ausweis-Kopie oder durch Bestätigung der Echtheit durch einen aktuellen Fotoabgleich geschehen.
Darüber hinaus steht den Nutzern ein Forum mit verschiedenen thematischen Bereichen zwischen Fotografie, Bildbearbeitung und allgemeinem Smalltalk zur Verfügung.
Angemeldete Nutzer können mit Hilfe privater Nachrichten miteinander kommunizieren, sich in Netzwerken organisieren, sowie Gruppen gründen, denen dann wiederum ein eigenes Forum zur Verfügung steht.
Für die Organisation von Fotoshootings gibt es auf model-kartei.de sogenannte Jobausschreibungen, in denen bestimmte Rahmenbedingungen angegeben werden und auf die sich andere Mitglieder dann bewerben können. Ebenso ist es möglich, Veranstaltungen (Events) auszuschreiben, bzw. sich auf ausgeschriebene Veranstaltungen anzumelden. das können Stammtische, Workshops, Ausstellungen oder auch Messen oder Fotobörsen sein.
Durchgeführte Fotoshootings können mit Hilfe eines Bewertungssystems positiv, neutral oder negativ bewertet und von allen Teilnehmern kommentiert werden. Diese Bewertungen und Kommentare sind über die jeweiligen Sedcards öffentlich einsehbar.

## Jugendschutz
Beiträge im Forum und Sedcards werden auf Verstöße gegen die Nutzungsbedingungen von Moderatoren geprüft. Hochgeladene Fotos, insbesondere von minderjährigen Nutzern, werden dabei von einem eigenen Bilderteam geprüft. Verstößt ein User gegen die Richtlinien, kann er aus der Community ausgeschlossen werden. Solche Verstöße können von jedem Nutzer den Moderatoren von Model-Kartei.de gemeldet werden. Zusätzlich zu den Moderatoren und dem Bilderteam gibt es Mentoren, die eine unterstützende Rolle für Neueinsteiger übernehmen sollen und dort gegebenenfalls bei Problemen helfen können.
Jugendschutzrelevante Bildinhalte müssen laut Bilderregeln von den Nutzern selbst entsprechend gekennzeichnet werden (wird ebenfalls stichprobenhaft überprüft und kann jeweils „gemeldet“ werden). Entsprechende Inhalte sind für nicht der Community angemeldete Benutzer nicht sichtbar, ebenfalls werden diese Bildinhalte für Nutzer unter einem Alter von 18 Jahren ausgeblendet. Bestimmte, auf der Sedcard anzugebende Arbeitsbereiche stehen minderjährigen Nutzern ebenfalls nicht zur Verfügung.
Ein wichtiger Aspekt der Jugendschutz-Funktion ist der an anderer Stelle bereits angesprochene Echtheits-Check. Ohne den Echtheits-Nachweis erbracht zu haben, ist es Fotografen nicht möglich, minderjährige Models anzuschreiben.

## Finanzierung
Model-Kartei.de finanziert sich durch eine Mischfinanzierung. Auf der einen Seite gehört dazu ein VIP-System, bei dem gegen eine halbjährliche oder jährliche Zahlung zusätzliche Leistungen freigeschaltet werden. Zu diesen gehören u. a. das Abschalten der Werbung, eine erhöhte Anzahl von Netzwerk-/Favoriteneinträgen und Bildern auf der Sedcard, mehr Konversationen pro Tag und größere Bilder im „XXL-Format“. Ein weiterer Teil der Finanzierung geschieht durch Werbeeinblendungen in Form von Banner-Werbung und Ähnlichem.

## In Medien und Literatur
Als gute Quelle zum Finden von Modellen wird die Website Model-Kartei.de in mehreren Fotografie-bezogenen Publikationen genannt.
Unter anderem:
- Digitale Fotoschule fotografisch sehen von Rüdiger Drenk (ISBN 978-3-7723-7288-9, Franzis, Seite 120, Erwähnung im Text als Quelle für Model-Findung)
- Professionelle Fotografie mit dem CANON-EOS-System von Dirk Böttger (ISBN 978-3-8266-5946-1, mitp, Seite 314, Erwähnung als Linktipp)
- Moderne Erotische Digital-Fotografie von Jens Brüggemann (ISBN 978-3-8266-1687-7, mitp, Seite 73, Erwähnung im Text unter Tipp als Linktipp)
- Profibuch Aktfotografie von Stefan Weis (ISBN 978-3-7723-6259-0, Franzis Verlag, Seite 32, Bild mit Screenshot der MK)
- Akt- und Porträtfotografie von Kay M. Kuhnlein und Harald Heim (ISBN 978-3-8272-4517-5, Markt und Technik, Seite 57, Bild mit Screenshot der MK)
- Digitale Fotopraxis Aktfotografie von Martin Zurmühle (ISBN 978-3-8362-1120-8, Galileo Design, Seite 39, Bild mit Screenshot der MK)
- Die Fotoschule in Bildern von Katy Henning, Lars Ihring und Michael Pappendieck (ISBN 978-3-8362-1458-2, Galileo Press, Seite 182, Bild mit Screenshot der MK)
- Peoplefotografie on Location von Jens Petersen (ISBN 978-3-8273-3003-1, Addison-Wesley, Seite 36, Erwähnung im Text)
- Photoshop für Aktfotografen – Von der Aufnahme bis zum perfekten Bild von Christian Haasz, Eva Ruhland (ISBN 978-3-645-60029-3, Franzis Verlag, Seite 32, Erwähnung im Text unter Lesezeichen als Linktipp)
- Fotografie und Recht – Edition ProfiFoto: Die wichtigsten Rechtsfälle für die Fotopraxis von Jens Brüggemann und Daniel Kötz (ISBN 978-3-8266-5944-7, mitp, Seite 28 und 29, Erwähnung im Text)
- Das Fotoshooting-Buch Menschen & Porträt von Cora und Georg Banek (ISBN 978-3-8362-1392-9, Galileo Design, Seite 11, 15 und 344, Erwähnung im Text und als Linktipp)
- Praxistraining Fotografie: Porträt & Menschen – Live am Set mit Martin Krolop (DVD-ROM, ISBN 978-3-8273-6261-2: Video2Brain: Videokapitel: Die Bearbeitung am Computer – Die Model-Kartei 10 min-Video)

In diversen Printmedien (unter anderem „Der Spiegel“) wurden in redaktionellen Beiträgen Online-Model-Communities und in diesem Zusammenhang auch model-kartei.de thematisiert und zum Teil auch ausführlicher deren Möglichkeiten und Funktionsweisen dargestellt. Erwähnung fand die Model-Kartei auch in verschiedenen TV-Formaten, in der Regel im thematischen Zusammenhang mit Hobby-Fotografie und Modeltätigkeit.

## Kritik
Schlechte Erfahrungen mit anderen Nutzern der Model-Kartei dürfen ausschließlich über das System zur Shootingbewertungen abgegeben werden. Den Nutzern ist es bei Androhung der Sperrung verboten, Personen, mit denen sie schlechte Erfahrungen gemacht haben, auf der eigenen Sedcard oder im Forum bekanntzugeben. Diese Maßnahme soll die Model-Kartei vor juristischen Konsequenzen schützen, da sie sonst für Verleumdungen haftbar gemacht werden könnte.

## Ähnliche Dienste
Neben model-kartei.de gibt es im Internet noch weitere Online-Communities für Personenfotografie, die sich im Angebot ähneln oder auf spezielle Genres (z. B. Gothic Models) spezialisiert haben. International ist Model Mayhem die größte Community mit einem globalen Alexa-Traffic-Rang von 1189 und mehr als einer halben Million Sedcards (Stand März 2012).